# Konikowo (województwo warmińsko-mazurskie)
Konikowo (niem. Kleeberg) – wieś w Polsce położona w województwie warmińsko-mazurskim, w powiecie gołdapskim, w gminie Gołdap.
| SIMC    | Nazwa    | Rodzaj    |
| ------- | -------- | --------- |
| 0758748 | Niegocin | część wsi |

W latach 1975–1998 miejscowość administracyjnie należała do województwa suwalskiego.
W pobliżu wsi znajduje się grodzisko Jaćwingów.